# Kitaamiut

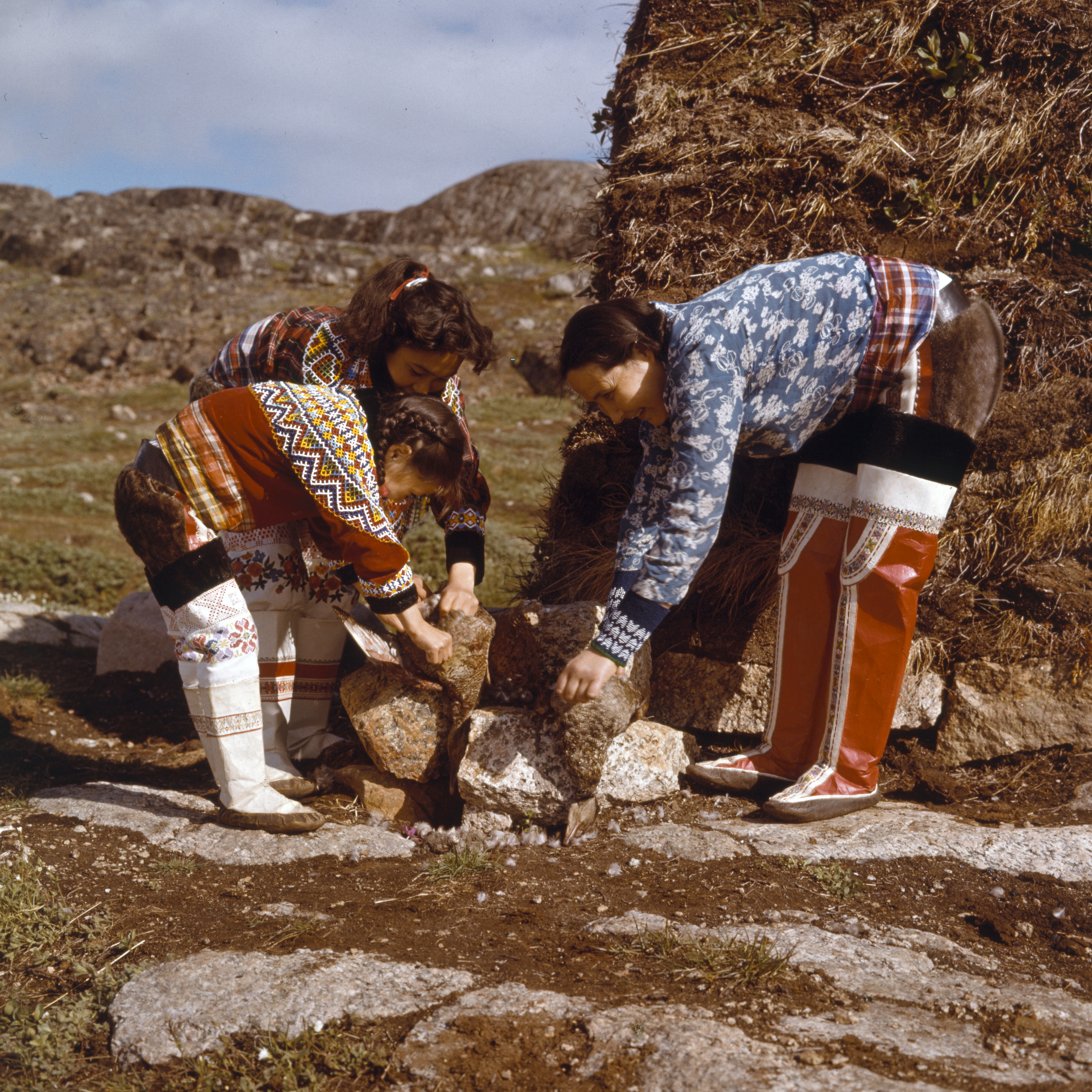
Grönländerinnen rupfen Seevögel (1960er Jahre)

Die Kitaamiut (auch Westgrönländer) sind mit knapp 46.000 Menschen (2005) die mit Abstand größte Volksgruppe Grönlands. Ihre Sprache Kitaamiutut ist ein Idiom der grönländischen Sprache Kalaallisut, das mit einigen dänischen Lehnworten durchmischt ist. Weil über 90 Prozent der Grönland-Inuit diese Sprache sprechen, wird sie im Allgemeinen häufig nicht vom Kalaallisut differenziert.
Sie wohnen an der Westküste zwischen Upernavik und Nanortalik.

## Kujataamiut
Eine kleine Untergruppe der Kitaamiut sind die rund 150 Südgrönländer (Kujataamiut), die an der klimatisch milderen Südwestküste (vor allem in den Siedlungen Qassiarsuk und Igaliku) leben, wo sie Schafzucht betreiben.

## Herkunft
Genetisch betrachtet gehen die Kitaamiut zu drei Vierteln auf Einwanderer der Thule-Kultur, die nach dem Jahr 1000 von Norden kommend die westgrönländische Küste besiedelten, und zu einem Viertel auf Europäer, die seit dem 18. Jahrhundert auf die Insel kamen, zurück.

## Kultur

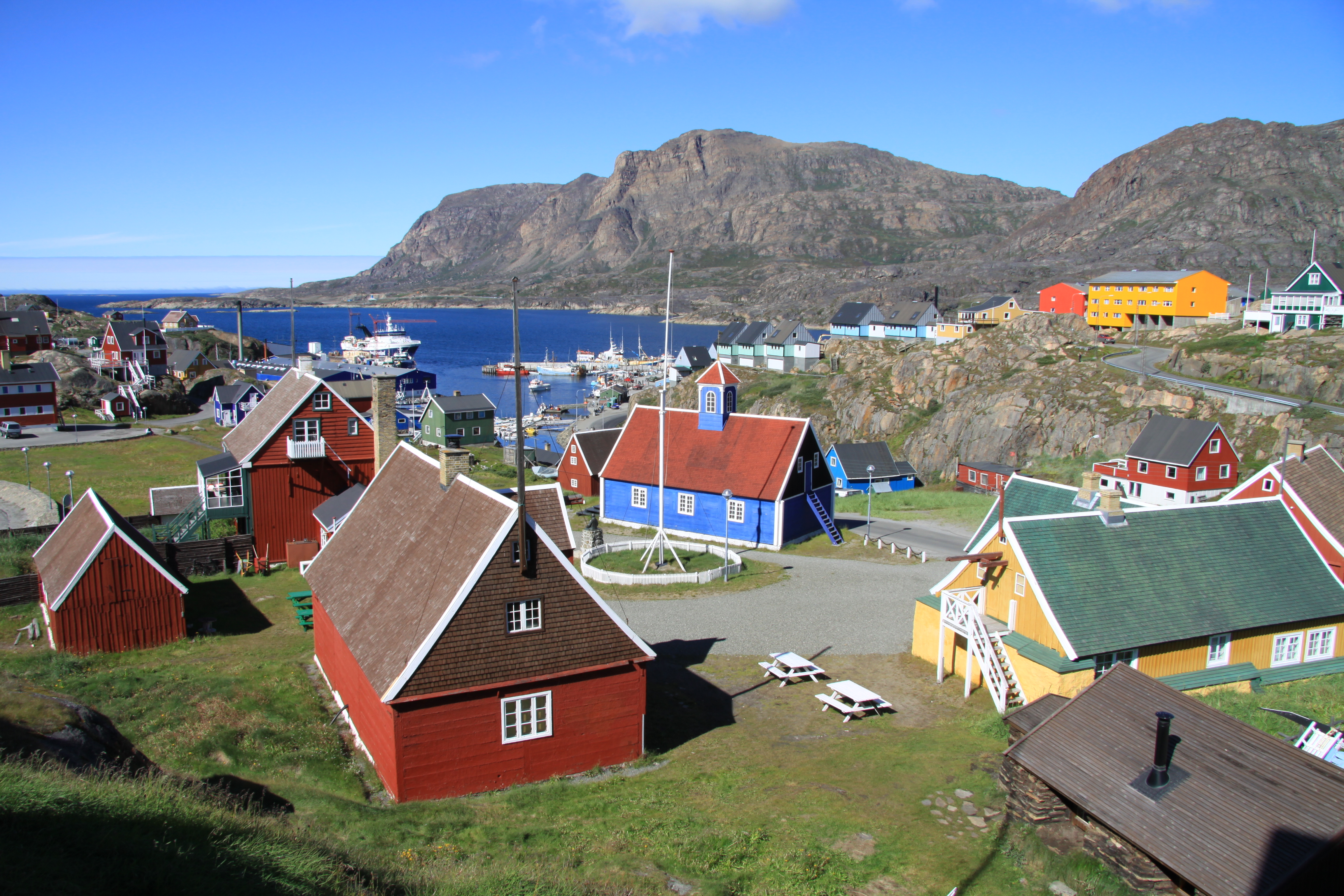
Sisimiut, typische Stadt an der westgrönländischen Küste

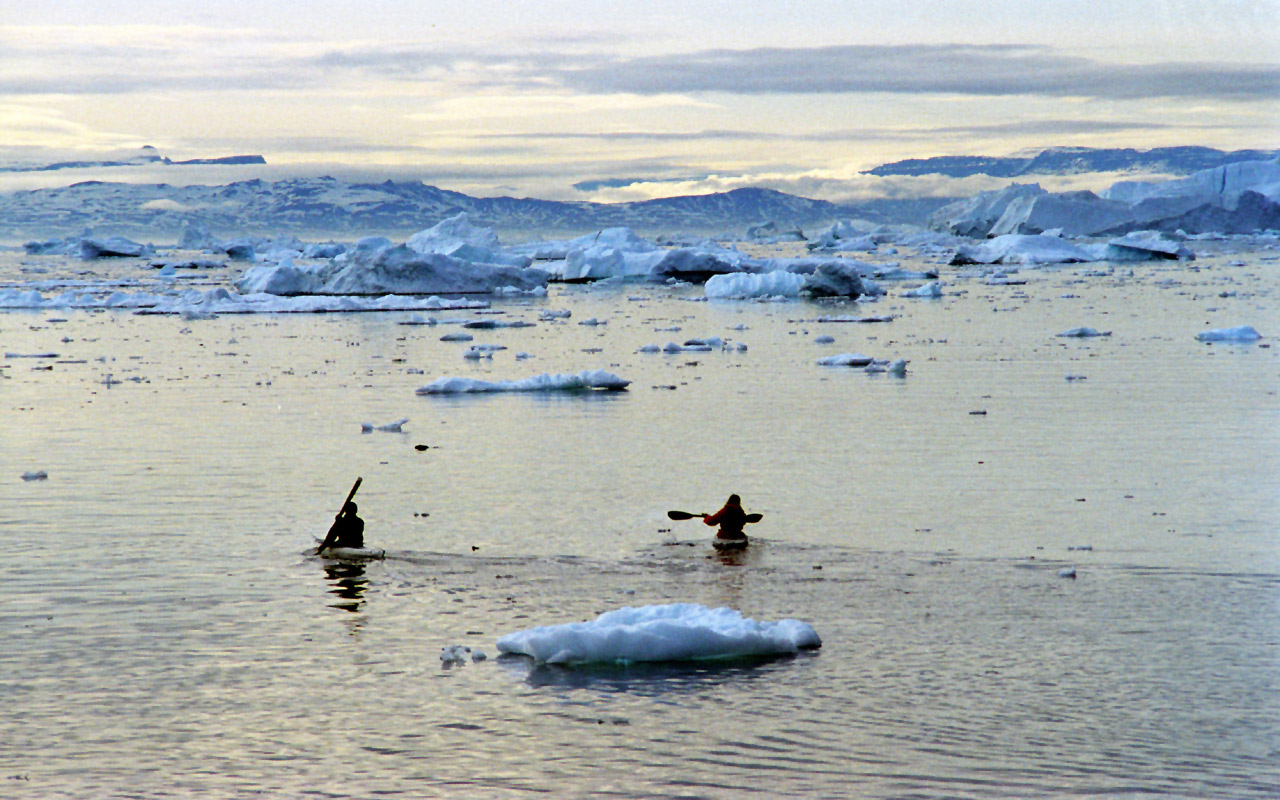
Zwei Kitaamiut in traditionellen Kayaks

Ursprünglich waren alle Grönland-Inuit – die man zum nordamerikanischen Kulturareal „Arktis“ zählt – Jäger, Fischer und Sammler, die sich insbesondere von Meeressäugern und Fischen ernährten. Noch heute stellt die subsistenzwirtschaftliche Jagd neben der Fischereiwirtschaft, dem Tourismus und dem Bergbau (Eisen, Öl, Uran) bei vielen Familien eine wichtige Zusatzversorgung dar. Wie in vielen anderen Regionen der Arktis weicht die traditionelle Selbstversorgung mehr und mehr dem Vertrauen in die moderne Marktwirtschaft, was allerdings zu einer wachsenden Abhängigkeit von der Außenwelt führt. Dies gilt insbesondere für die Westgrönländer. Seit den 1950er Jahren ist der kommerzielle Fischfang – vor allem für Kabeljau und Garnelen – die wichtigste Einnahmequelle der Westgrönländer geworden.
Die Kitaamiut sind zu 99 % evangelisch. Von der traditionell animistischen Religion (Allbeseeltheit) sind nur noch wenige Bräuche erhalten geblieben, da die Christianisierung bereits um das Jahr 1800 weit fortgeschritten und bis 1901 komplett abgeschlossen war.